# (15370) Kanchi
(15370) Kanchi est un astéroïde de la ceinture principale.

## Description
(15370) Kanchi est un astéroïde de la ceinture principale. Il fut découvert le 15 juillet 1996 à Kuma Kogen par Akimasa Nakamura. Il présente une orbite caractérisée par un demi-grand axe de 2,73 UA, une excentricité de 0,10 et une inclinaison de 2,7° par rapport à l'écliptique.

## Compléments